# David Tixier

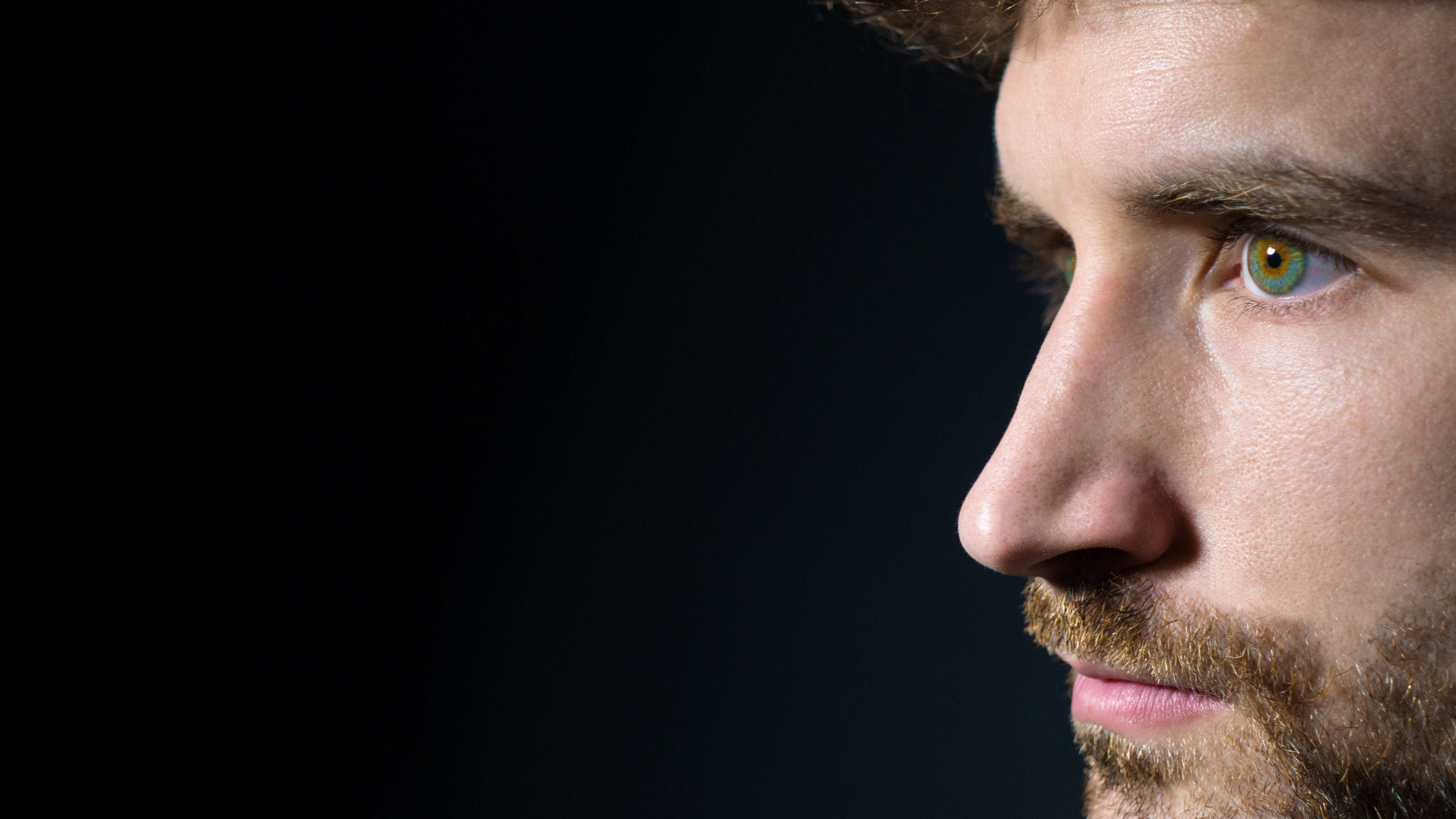
David Tixier

David Tixier (*  16. September 1989) ist ein französischer Jazzmusiker (Piano, Komposition).

## Wirken
Tixier studierte zunächst am Pariser Regionalkonservatorium bis zum Diplom, wo er die Klasse von Benjamin Moussay besuchte. Dann absolvierte er ein Bachelor- und Masterstudium an der HEMU Lausanne bei Emil Spanyi sowie 2018 ein Masterstudium in Jazz-Pädagogik an der Hochschule der Künste Bern bei Malcolm Braff, Django Bates und Colin Vallon.
Tixier arbeitete mit Musikern wie Bob Mintzer, Eric Watson, Giovanni Mirabassi, Franck Amsallem, Chico Freeman, Sandy Patton, Julian Argüelles, The New York Voices, Dado Moroni, George Robert, Guillaume Perret, François Lindemann, Prabhu Edouard, Sangoma Everett, Yosuke Sato und Carlos Mena. Von 2013 bis 2016 war er Co-Leader des Trios Less Than Four, das auch in einer Szene des Spielfilms L'Amour est un crime parfait von Jean-Marie und Arnaud Larrieu zu sehen ist. Von 2014 bis 2016 leitete er das Humain Trop Humain Collective. 2015 nahm er an der Parmigiani Jazz Solo Piano Competition des Montreux Jazz Festival teil. 2017 veröffentlichte er sein Soloalbum The Giant Corners bei Unit Records.
Tixier gründete 2016 sein akustisches Trio mit dem Bassisten Rafael Jerjen und der Schlagzeugerin Lada Obradović; dessen Album Universal Citizen bei Neuklang erschien. 2021 erschien das Trioalbum Because I Care bei Cristal Records (nun mit Jeremy Bruyère am Bass sowie zum Teil mit David Linx). Mittlerweile drei Alben erschienen im Duo mit Lada Obradović, das auch für seine Konzertauftritte sehr gute Kritiken erhält.
Tixier erhielt 2018 den Ersten Preis bei der International JazzHaus Piano Solo Competition in Freiburg; weiterhin gewann er mit dem Obradović-Tixier Duo beim Wettbewerb des La Défense Jazz Festival 2019.